# Reticulaphis distylii
Reticulaphis distylii är en insektsart som först beskrevs av Van der Goot 1917.  Reticulaphis distylii ingår i släktet Reticulaphis och familjen långrörsbladlöss.

## Underarter
Arten delas in i följande underarter:
- R. d. distylii
- R. d. minutissima